# Vulvodynia (Band)
Vulvodynia ist eine 2014 gegründete Death-Metal-Band aus der südafrikanischen Großstadt Durban.

## Geschichte
Gegründet wurde Vulvodynia im Jahr 2014 durch den Sänger Duncan Bentley und den Gitarristen Luke Haarhoff. Noch im Gründungsjahr erschien mit Lords of Plagues ein erstes musikalisches Lebenszeichen in Form einer EP, die die Musiker aus eigener Tasche finanzierten. Bereits im August gleichen Jahres unterzeichnete die wenige Monate alte Band einen ersten Plattenvertrag über zwei Studioalben beim australischen Label Vicious Instinct Records und nahmen im selben Monat Byron Dunwoody als zweiter Gitarrist in die Gruppe auf. Zwei Monate später veröffentlichte die Band im Oktober das Debütalbum Cognizant Castigation mit Luke Griffin von Acrania und Jason Evans von Ingested als musikalische Gäste.
Im Jahr 2015 erschien mit Finis Omniam Ignorantiam eine EP mit acht Liedern, womit der Plattenvertrag mit Vicious Instinct endete. Die Musiker beschlossen, die Gruppe zu erweitern, um auch Konzerte spielen zu können. Nach mehreren Besetzungswechseln bestand Vulvodynia aus Sänger Lwandile Prusent und Haarhoff, sowie aus den Schlagzeuger Thomas Hughes, Gitarrist Kris Xenopoulos und dem Bassisten Chris van der Walt. Die Gruppe unterschrieb einen Vertrag mit dem tschechischen Metal-Label Lacerated Enemy Records und veröffentlichte im Jahr 2016 mit Psychosadistic Design das nunmehr dritte Album der Gruppe.
Im Jahr 2017 spielte die Gruppe ihre erste Europatournee und spielte noch im selben Jahr auf dem Deathfeast Open Air in Andernach. In den Jahren 2018 und 2019 folgten zwei weitere Tourneen durch Europa, unter anderem mit Despised Icon und Malevolence bzw. mit Fit for an Autopsy, Venom Prison und Justice for the Damned. Im Sommer 2019 spielte die Gruppe auf diversen Musikfestivals in Europa, darunter dem Party.San und dem Brutal Assault. Im November 2019 spielte die Band erstmals eine Tournee in Australien.
2019 veröffentlichte die Gruppe mit Anthropophagus und Mob Justice eine EP und ein Album, die beide bei Lacerated Enemy erschienen. Sänger Duncan Bentley war einer von 400 Metal-Sängern, die Teil eines Weltrekordversuches der kanadischen Metal-Band Beyond Deviation waren. Das Lied, welches den Titel 400 trägt, hat eine Spielzeit von 37 Minuten. Das Stück brach den bisherigen Weltrekord, den das Stück Melancholy mit 365 nepalesischen Gastsängern innehatte.
Die Gruppe unterschrieb einen Plattenvertrag bei Unique Leader Records und veröffentlichen im September 2021 ihr Album Praenuntius Infiniti über dieses Label.
Am 7. Mai 2023 gab die Gruppe bekannt, ihren Sänger aus der Band geworfen zu haben, nachdem dieser versucht haben soll, den Schlagzeuger Tom Hughes umzubringen. Dieser habe verschiedenste Verletzungen bei der Auseinandersetzung davon getragen. Weiterhin heißt es in einem Statement der Gruppe, dass diese versuche, mit befreundeten Sängern und Schlagzeuger Hughes trotz seiner Verletzungen die Europatournee mit The Last Ten Seconds of Life zu beenden, da ein vorzeitiger Abbruch zu einem herben finanziellen Verlust führen könne. Bereits vor Antritt der Europatour hatten die Musiker mit dem Gedanken gespielt, Bentley zu entlassen, da dieser bereits in der Vergangenheit negativ aufgefallen sei. Im Juli wurde mit Lwandile Prusent der neue Frontsänger vorgestellt. Ursprünglich war Prusent als Gitarrist bei Vulvodynia eingestiegen.

## Stil
Vulvodynias Musik wird als brutaler, slammiger Death Metal beschrieben, welcher dennoch über Eingängigkeit verfügt. Die Zwischenstücke nehmen dabei fast einen fast progressiven Charakter an. Gesangstechnisch finden sich fast alle für das Genre typischen Singstile wieder –  von In- und Exhales über Pig Squeals und Growling. Instrumental verwenden die Musiker Blastbeats, tiefe Gitarrensaiten und Breakdowns.
Beim Schreiben der Liedtexte lässt sich Duncan Bentley Künstlern des 90er-Jahre-Hip-Hop und des frühen Horrorcore wie etwa Three 6 Mafia, Brotha Lynch Hang, Gangsta Pat, Gravediggaz oder auch Lord Infamous beeinflussen.

## Name
Sänger Duncan Bentley erklärte in einem Interview mit dem US-amerikanischen Musikmagazin Revolver, dass die Gruppe einen Bandnamen mit einem möglichst großen Schockfaktor haben sollte. Die Musiker stießen auf ihren Namen, als diese in gynäkologischen Fachbüchern stöberten und die Bedeutung des Wortes ermittelten. Der Bandname bedeutet Vulvodynie und beschreibt Missempfindungen und Schmerzzustände am äußeren, primären Geschlechtsorgan der Frau.

## Diskografie
- 2014: Lord of Plagues (EP, Eigenveröffentlichung)
- 2014: Cognizant Castigation (Album, Morbid Generation Records, Vicious Instinct Records, Chugcore)
- 2014: Slashing Through the Snow (Split mit Bationmaster, Before the Harvest, The Cake Is a Lie, Cerebus, Cunt Cuntly und Frosty the Snowman, Brutal Gear)
- 2015: Finis Omnium Ignorantiam (EP, Lacerated Enemy Records, Vicious Instinct Records, Chugcore)
- 2015: Astral Evisceration on All Hallows Eve (Split mit Cunt Cuntly, Before the Harvest, Chamber of Malice, Despondent, Become the Watcher, Existence Has Failed und The Overmind, Brutal Gear)
- 2016: Psychosadistic Design (Album, Lacerated Enemy Records)
- 2019: Anthropophagus (EP, Lacerated Enemy Records)
- 2019: Mob Justice (Album, Lacerated Enemy Records)
- 2021: Societal Lobotomisation (Split-EP mit Acrania, Rising Merch)
- 2021: Praenuntius Infiniti (Album, Unique Leader Records, Lacerated Enemy Records)
- 2024: Entabeni (Album, Unique Leader Records)